# جين فاربر
جين فاربر (بالإنجليزية: Gene Farber)‏ هو ممثل أمريكي، ولد في 14 نوفمبر 1978 بمينسك في روسيا البيضاء.

## أعمال

### أفلام
- (2011)  الدرجة الأولى[2]
- (2016)  الحرب الأهلية[3][4][5]

### مسلسلات
- اكذب علي

## وصلات خارجية
- جين فاربر على موقع IMDb (الإنجليزية)
- جين فاربر على موقع ألو سيني (الفرنسية)
- جين فاربر على موقع أول موفي (الإنجليزية)
- جين فاربر على موقع قاعدة بيانات الفيلم (الإنجليزية)
- جين فاربر على موقع كينوبويسك (الروسية)